# Frans van der Straten van Thielen

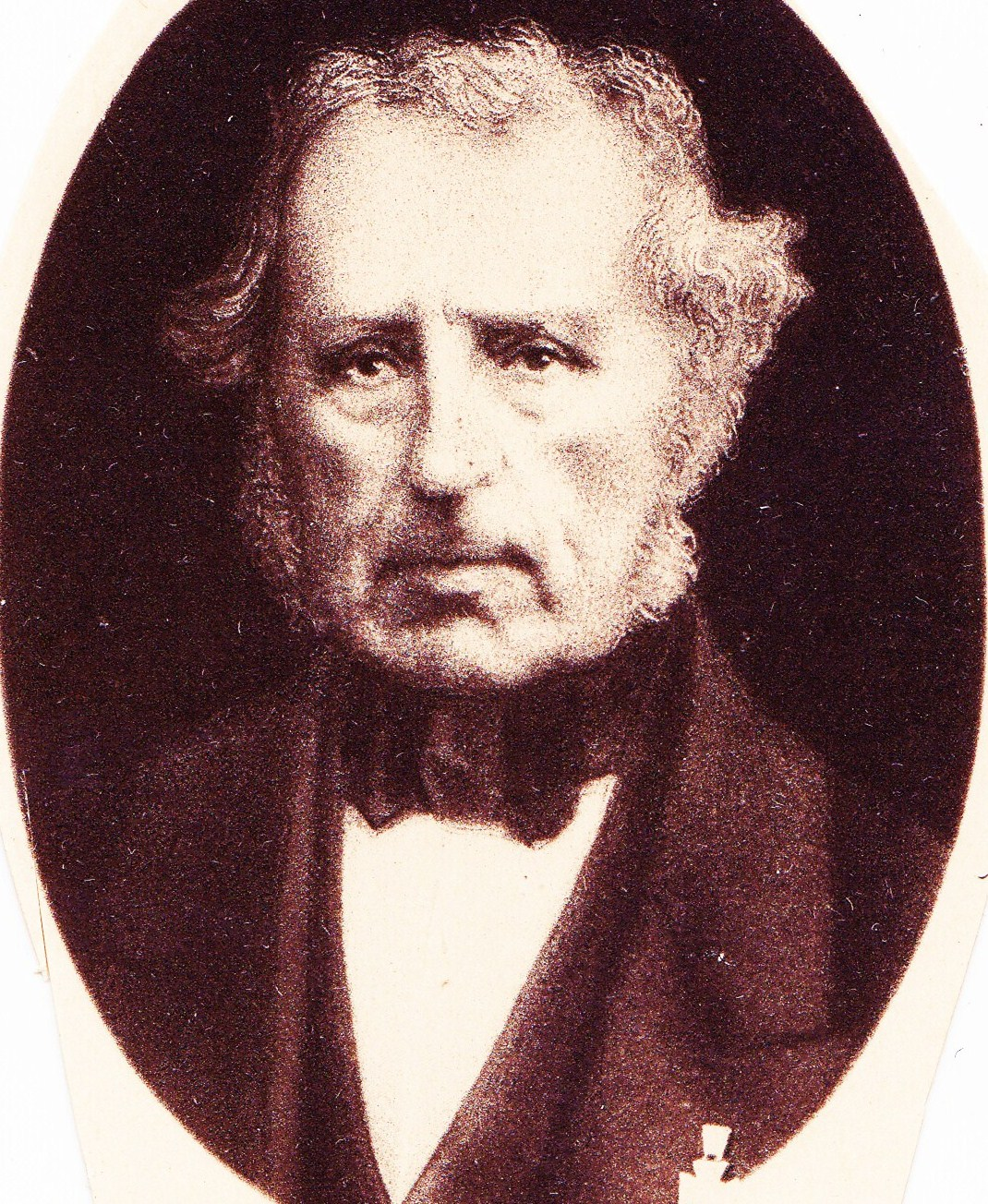
Frans van der Straten van Thielen

Frans van der Straten van Thielen (Naarden, 4 september 1794 - Holk, 11 april 1878) was een Nederlandse ritmeester der Koninklijke Marechaussee.
Hij was woonachtig dan wel gelegerd in Breda, Eindhoven en Dordrecht (1832-1841). Hij werd volgens de Nederlandse Staatscourant van 21 oktober 1846 aangesteld als (plaatsvervangend) kantonrechter. Volgens datzelfde blad, maar dan op 19 maart 1862 werd hij benoemd tot dijkgraaf van de polder Arkemheen bij Nijkerk. In 1869 was hij er nog waarnemend landgraaf; in 1874 werd hem eervol ontslag verleend (Nederlandse Staatscourant 2 april 1874). 
Van der Straten van Thielen was de zoon van Willem Jan van Thielen en Helena van der Straten. Hij huwde generaalsdochter Henriëtte Jacoba Geertruida George. Hun oudste dochter Nivine Amalia werd in 1828 geboren in Antwerpen en huwde later Jacobus Snijder burgemeester van Veere.
Van der Straten was betrokken bij de Belgische Opstand en werd daarvoor onderscheiden met de Militaire Willems-Orde. 
In Nijkerk werd in 2020 een straat naar hem vernoemd. Van der Straten woonde destijds tegenover de nieuwe straat, in het Huis Den Hoek.